# Bonnell (microarchitecture)
Pour les articles homonymes, voir Bonnell.
Silvermont
Bonnell est une microarchitecture de processeur utilisée par les processeurs Intel Atom qui peut exécuter jusqu’à deux instructions par cycle,. Comme beaucoup d’autres microprocesseurs x86, il traduit les instructions x86 (instructions CISC) en opérations internes plus simples (parfois appelées micro-ops, en fait des instructions de style RISC) avant l’exécution. La majorité des instructions produisent une micro-opération lorsqu’elles sont traduites, environ 4 % des instructions utilisées dans des programmes typiques produisant plusieurs micro-opérations. Le nombre d’instructions qui produisent plus d’une micro-opération est nettement inférieur à celui des microarchitectures P6 et NetBurst. Dans la microarchitecture Bonnell, les micro-opérations internes peuvent contenir à la fois une lecture mémoire et un stockage mémoire en même temps qu'une opération ALU, ce qui les rapproche du niveau x86 et les rend plus puissants que les micro-opérations utilisées dans les conceptions précédentes. Cela permet des performances relativement bonnes avec seulement deux ALU sur entiers, et sans aucune réorganisation des instructions, exécution spéculative ou renommage de registres. Un effet secondaire de l’absence d’exécution spéculative est l’invulnérabilité contre Meltdown et Spectre.
La microarchitecture Bonnell représente donc une reprise partielle des principes utilisés dans les conceptions antérieures d’Intel telles que le P5 et le i486, dans le seul but d’améliorer le rapport de performance par watt. Cependant, l’hyper-threading est mis en œuvre de manière simple (c’est-à-dire à faible consommation) pour utiliser efficacement l’ensemble du pipeline en évitant les dépendances typiques d’un seul thread.

## Cœurs de première génération

### Microprocesseur Silverthorne
Le 2 mars 2008, Intel a annoncé un nouveau processeur monocœur de la série Atom Z5xx (nom de code Silverthorne), destiné aux PC ultraportables et aux appareils Internet mobiles (MID), qui remplacera Stealey (A100 et A110). Le processeur dispose de 47 millions de transistors sur une puce de 25 mm2, ce qui permet une production extrêmement économique à l’époque (~2500 puces sur une seul wafer de 300 mm de diamètre).
Les performances dual-thread d’un processeur Atom Z500 sont équivalentes à celles de son prédécesseur Stealey, mais devraient le surpasser sur les applications qui peuvent utiliser simultanément le multithreading et SSE3. Ils fonctionnent de 0,8 à 2,0 GHz et ont un TDP compris entre 0,65 et 2,4 W qui peut descendre jusqu’à 0,01 W lorsqu’il est inactif. Ils disposent de caches L1 de 32 Ko d’instructions et de 24 Ko de données, d’un cache L2 de 512 Ko et d’un bus frontal à 533 MT/s. Les processeurs sont fabriqués en 45 nm,. Poulsbo a été utilisé comme hub de contrôleur système (SCH) et la plate-forme a été appelée Menlow.

### Microprocesseur Diamondville

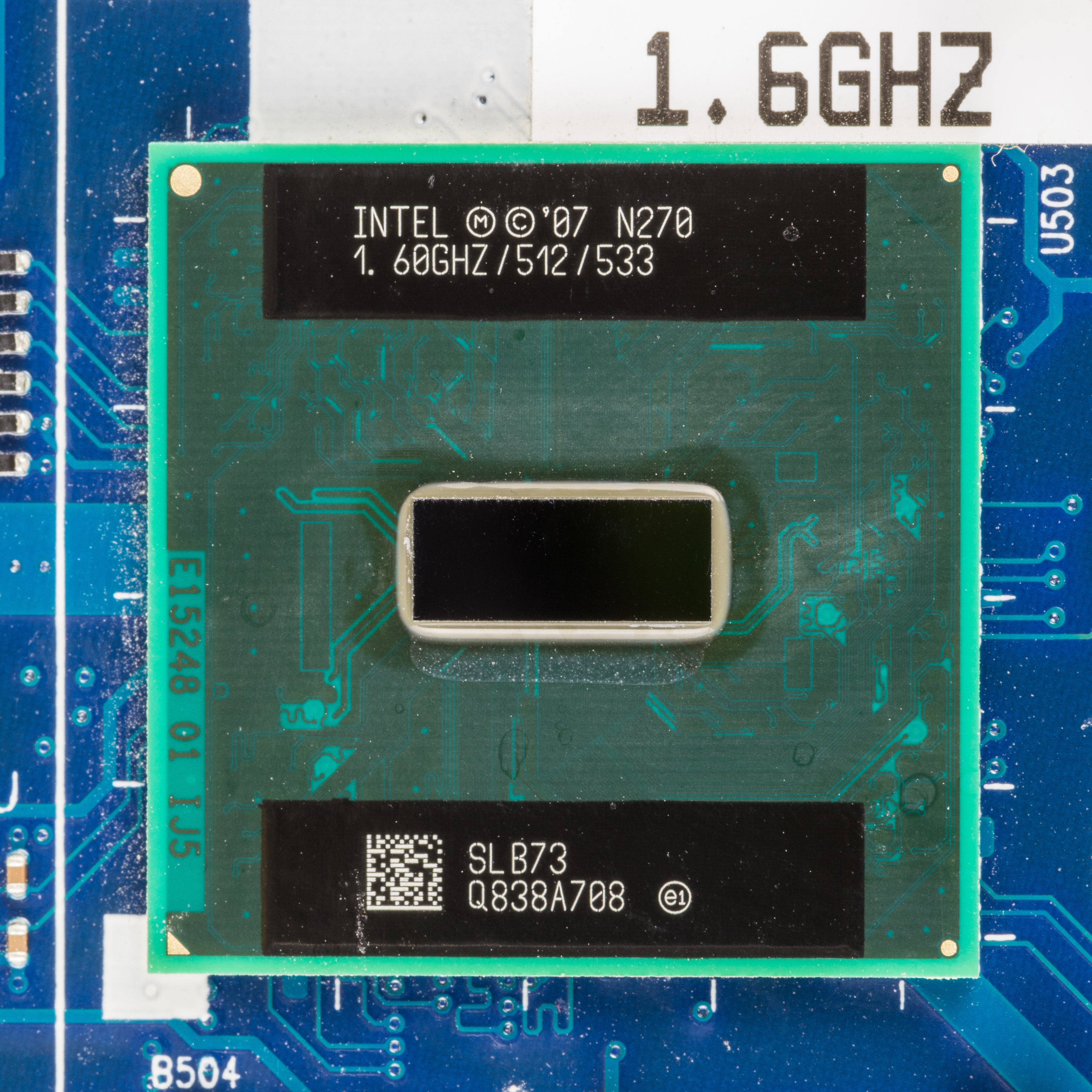
L'Intel Atom N270.

Le 2 mars 2008, Intel a annoncé des variantes moins gourmandes du processeur Diamondville nommées Atom N2xx. Il était destiné à être utilisé dans les nettops et le Classmate PC,,. Comme leurs prédécesseurs, il s’agit de processeurs monocœur avec Hyper-Threading.
Le N270 a un TDP de 2,5 W, fonctionne à 1,6 GHz et dispose d’un bus frontal à 533 MHz. Le N280 a une fréquence d’horloge de 1,66 GHz et un bus frontal à 667 MHz.
Le 22 septembre 2008, Intel a annoncé un nouveau processeur double cœur 64 bits (nom de code officieux Dual Diamondville) de la marque Atom 330, destiné à être utilisé dans les ordinateurs de bureau. Il fonctionne à 1,6 GHz et a une fréquence FSB de 533 MHz et un TDP de 8 W. Son double coeur est constitué de deux puces Diamondville sur un seul substrat.
En 2009, Nvidia a utilisé l’Atom 300 et son chipset GeForce 9400M sur une carte mère au format mini-ITX pour sa plate-forme Ion.

### Exigences en matière d’énergie de cette1regénération

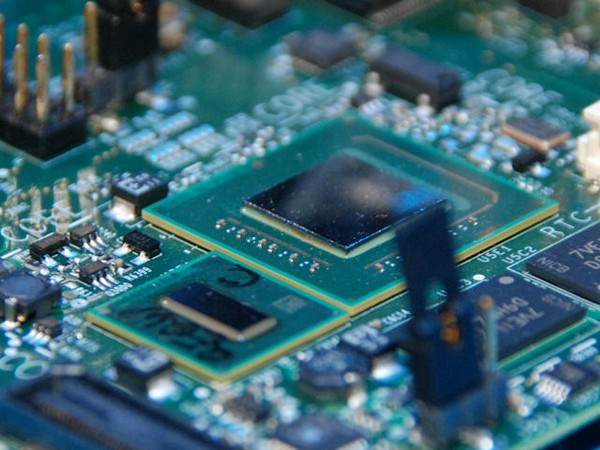
Le processeur Atom relativement peu gourmand en énergie était à l’origine utilisé avec un chipset moins cher et peu économe en électricité, tel que l’Intel 945G.

Bien que le processeur Atom lui-même soit relativement peu gourmand en énergie pour un microprocesseur x86, de nombreux chipsets couramment utilisés avec celui-ci dissipent beaucoup plus de puissance. Par exemple, alors que l’Atom N270 couramment utilisé dans les netbooks jusqu’à la mi-2010 a un TDP de 2,5 W, une plate-forme Intel Atom qui utilise le chipset 945GSE Express a un TDP maximum spécifié de 11,8 W, le processeur étant responsable d’une partie relativement faible de la puissance totale dissipée. Les chiffres respectifs sont de 2,5 W pour le processeur N270, 6 W pour le chipset 945GSE et 3,3 W pour le contrôleur d’E/S 82801GBM,,,. Intel fournit également un chipset basé sur le System Controller Hub US15W avec un TDP combiné de moins de 5 W avec les processeurs de la série Atom Z5xx (Silverthorne), à utiliser dans les PC ultra-mobiles et les MID, bien que certains fabricants aient sorti des systèmes ultra-minces utilisant ces processeurs (par exemple Sony VAIO X).
Initialement, toutes les cartes mères Atom sur le marché grand public étaient équipées du chipset Intel 945GC, qui utilise 22 watts à lui seul. Au début de l’année 2009, seuls quelques fabricants proposaient des cartes mères à faible consommation avec un chipset 945GSE ou US15W et un processeur Atom N270, N280 ou Z5xx.

## Cœurs de deuxième génération

### Microprocesseur Pineview

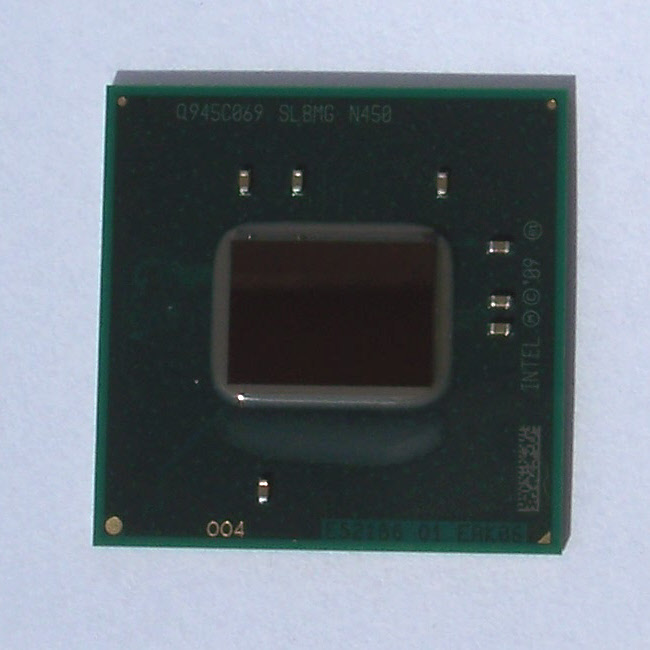
Intel Atom N450 SLBMG 1,66 GHz L2 512 ko BGA559.

Le 21 décembre 2009, Intel a annoncé les processeurs N450, D510 et D410 avec processeur graphique intégré. Le nouveau procédé de fabrication a permis de réduire de 20 % la consommation d’énergie et de réduire de 60 % la taille de la puce,. L’Intel GMA 3150, une version réduite en 45 nm du GPU GMA 3100 sans capacités HD, est inclus en tant que GPU sur puce. Les netbooks équipés de ce nouveau processeur sont sortis le 11 janvier 2010,. La principale nouveauté est l’allongement de la durée de vie de la batterie (10 heures ou plus pour les systèmes à 6 cellules),.
Cette génération de l’Atom porte le nom de code Pineview et est utilisé dans la plate-forme Pine Trail. La plate-forme Pine Trail-M d’Intel utilise un processeur Atom (nom de code Pineview-M) et un platform controller hub (nom de code Tiger Point). Le processeur graphique et le contrôleur mémoire ont été déplacés dans le processeur, qui est associé au PCH Tiger Point. Cela crée une plate-forme à 2 puces plus économe en énergie plutôt que celle à 3 puces utilisée avec les chipsets Atom de la génération précédente.
Le 1er mars 2010, Intel a présenté le processeur N470, fonctionnant à 1,83 GHz avec un FSB de 667 MHz et un TDP de 6,5 W.
Les nouvelles puces Atom N4xx sont devenues disponibles le 11 janvier 2010. Elles sont utilisées dans les systèmes netbook et nettop et comprennent un contrôleur mémoire DDR2 monocanal intégré et un cœur graphique intégré. Elles sont également dotées de l'hyper-threading et sont fabriquées selon un procédé en 45 nm. Le nouveau design utilise la moitié de la puissance de l’ancienne plate-forme Menlow. Cette consommation d’énergie globale et cette taille réduites rendent la plate-forme plus attrayante pour une utilisation dans les smartphones et autres appareils Internet mobiles.
Les séries D4xx et D5xx prennent en charge le jeu d’instructions x86-64 et la mémoire DDR2-800. Elles sont conçues pour une utilisation intégrée. La série dispose d’un processeur graphique intégré directement dans le processeur pour aider à améliorer les performances. Les modèles sont destinés aux nettops et aux ordinateurs de bureau bas de gamme. Ils ne prennent pas en charge SpeedStep.
Le processeur double cœur Atom D510 fonctionne à 1,66 GHz, avec 1 Mo de cache L2 et un TDP de 13 W. L’Atom D410 monocœur fonctionne à 1,66 GHz, avec 512 Ko de cache L2 et un TDP de 10 W.

### Microprocesseur Tunnel Creek
Tunnel Creek est un processeur Atom embarqué utilisé dans la plate-forme Queens Bay avec le PCH Topcliff.

### Microprocesseur Lincroft
Le Lincroft (Z6xx) avec le PCH Whitney Point est inclus dans la plate-forme pour tablette Oak Trail. Oak Trail est une plate-forme Intel Atom dérivée de la plate-forme Moorestown. Les deux plates-formes comprennent un microprocesseur Lincroft, mais utilisent deux contrôleurs de plate-forme entrées/sorties (I/O-PCH) distincts, dont les noms de code sont respectivement Langwell et Whitney Point. Oak Trail a été présenté le 11 avril 2011 et devait sortir en mai 2011. Le processeur Z670, qui fait partie de la plate-forme Oak Trail, offre une lecture vidéo améliorée, une navigation Internet plus rapide et une plus longue durée de vie de la batterie, « sans sacrifier les performances » selon Intel. Oak Trail prend en charge le décodage vidéo 1080p ainsi que HDMI. La plate-forme a également amélioré l’efficacité énergétique et permet aux applications de fonctionner sur divers systèmes d’exploitation, notamment Android, MeeGo et Windows.

### Microprocesseur Stellarton
Stellarton est un processeur Tunnel Creek doté d’un FPGA (Field Programmable Gate Array) Altera.

### SoC Sodaville
Sodaville est un SoC Atom pour l'électronique grand public.

### SoC Groveland
Groveland est un SoC Atom pour l'électronique grand public.

## Cœurs de troisième génération
Le die shrink 32 nm de Bonnell est appelé Saltwell.

### Microprocesseur Cedarview
Au quatrième trimestre 2011, Intel a lancé sa plate-forme Cedar Trail de 3e génération (composée d’une gamme de processeurs Cedarview et du southbridge NM10) basée sur le procédé de fabrication 32 nm. Intel a déclaré que les améliorations apportées aux capacités graphiques, y compris la prise en charge de la vidéo 1080p, des options d’affichage supplémentaires, notamment HDMI et DisplayPort, et des améliorations de la consommation d’énergie permettront des conceptions sans ventilateur avec une durée de vie de la batterie plus longue.
La plate-forme Cedar Trail comprend deux nouveaux processeurs, le N2800 (1,86 GHz) et le N2600 (1,6 GHz) en 32 nm, qui remplacent les processeurs Pineview N4xx et N5xx de la génération précédente. Les processeurs disposent également d’un GPU intégré qui prend en charge DirectX 9.
En plus de la plate-forme pour netbooks, deux nouveaux processeurs Cedarview pour nettops, D2500 et D2700, ont été lancés le 25 septembre 2011.
Au début du mois de mars 2012, la carte mère Intel DN2800MT basée sur le N2800 a commencé à être disponible. En raison de l’utilisation d’un processeur pour netbook, cette carte mère mini-ITX peut atteindre une consommation d’énergie en veille aussi faible que 7,1 W.

### SoC Penwell
Penwell est un SoC Atom qui fait partie de la plateforme pour smartphones et MID Medfield.

### SoC Berryville
Berryville est un SoC Atom pour électronique grand public.

### Soc Cloverview
Cloverview est un SoC Atom qui fait partie de la plateforme pour tablettes Clover Trail.

### SoC Centerton
En décembre 2012, Intel a lancé la famille de processeurs Atom 64 bits Centerton, conçus spécifiquement pour être utilisés sur la plate-forme pour serveurs Bordenville. Basé sur l’architecture Saltwell 32 nm, Centerton ajoute des fonctionnalités auparavant indisponibles dans la plupart des processeurs Atom, telles que la technologie de virtualisation Intel VT et la prise en charge de la mémoire ECC.

### SoC Briarwood
Briarwood est un SoC Atom conçu pour une plateforme pour serveurs.